# 1952 en sport
Cet article présente les faits marquants de l'année 1952 en sport.

## Athlétisme
- 27 juillet : le tchèque Emil Zátopek remporte le marathon des Jeux d'Helsinki et devient le premier et le seul athlète de l’histoire des Jeux olympiques à obtenir la médaille d’or dans cette épreuve ainsi que dans le 5 000 mètres et le 10 000 mètres au cours des mêmes jeux.

## Automobile
- Le Britannique Sydney Allard remporte le Rallye automobile Monte-Carlo sur une Allard.
- 24 heures du Mans : Mercedes remporte les 24H avec les pilotes Hermann Lang et Fritz Riess.
- L'Italien Alberto Ascari remporte le Championnat du monde de Formule 1 au volant d'une Ferrari.
- Tim Flock remporte le championnat de la série NASCAR avec un montant total de 20 210 $ (USD).

## Baseball
- Les New York Yankees remportent les World Series face aux Brooklyn Dodgers.

## Basket-ball
- Les Minneapolis Lakers sont champion NBA en battant en finales les New York Knicks 4 manches à 3.
- L'AS Villeurbanne est champion de France chez les hommes.
- Le CS Château-Thierry l'emporte chez les féminines.

## Boxe
- 5 juin : le champion Jersey Joe Walcott conserve son titre de champion du monde des poids lourds à la boxe en battant Ezzard Charles aux points en 15 round à Philadelphie.
- 23 septembre : Rocky Marciano devient le nouveau champion du monde des poids lourds à la boxe en battant Jersey Joe Walcott par K.O. au 13e round à Philadelphie.

## Cyclisme
- Le Belge Rik Van Steenbergen s’impose sur le Paris-Roubaix.
- 25 juin - 19 juillet, Tour de France : l’Italien Fausto Coppi s’impose devant le Belge Constant Ockers et l’Espagnol Bernardo Ruiz.
- L’Allemand Heinz Müller s’impose sur le Championnat du monde sur route de course en ligne.
- Le Suisse Ferdi Kübler remporte le classement annuel par points (Challenge Desgranges-Colombo).

## Football
- 3 mai : pour la première fois depuis 1938, pause liée à la guerre mise à part, la finale de la FA Cup n'est pas retransmise en direct par la télévision britannique. Les clubs en lice n'ont pas pu se mettre d'accord avec la BBC et les caméras restent en dehors du stade…
- 3 mai : Newcastle UFC remporte la Coupe d'Angleterre face à Arsenal FC, 1-0.
- 4 mai : première retransmission d'une finale de Coupe de France en intégralité, mais en différé. Le parc est alors estimé à 40 000 téléviseurs en France.
- 4 mai : l'OGC Nice remporte la Coupe de France face aux Girondins de Bordeaux, 5-3.
- L'OGC Nice est champion de France.
- Manchester United est champion d'Angleterre.
- Juventus est champion d'Italie.
- VfB Stuttgart est champion d'Allemagne.
- FC Barcelone est champion d'Espagne.
- Hibernian champion d'Écosse.
  - Article détaillé : 1952 en football

## Football américain
- 28 décembre : Les Lions de Detroit champions de la National Football League. Article détaillé : Saison NFL 1952.

## Football canadien
- Coupe Grey : Argonauts de Toronto 21, Eskimos d'Edmonton 11.

## Golf
- L’Africain du Sud Bobby Locke remporte le British Open de golf.
- L’Américain Julius Boros remporte l’US Open.
- L’Américain Jim Turnesa remporte le tournoi de l’USPGA.
- L’Américain Sam Snead remporte le tournoi des Masters.

## Hockey sur glace
- Les Red Wings de Détroit remportent la Coupe Stanley 1952.
- Coupe Magnus : Chamonix est sacré champion de France.
- Le Canada remporte le championnat du monde.
- HC Arosa est sacré champion de Suisse.

## Jeux olympiques
- Jeux olympiques d'été à Helsinki (Finlande) dont les compétitions se tiennent entre le 19 juillet et le 3 août.
  - Article de fond : Jeux olympiques d'été de 1952.
- Jeux olympiques d'hiver à Oslo (Norvège) dont les compétitions se tiennent entre le 14 février et le 25 février.
  - Article de fond : Jeux olympiques d'hiver de 1952.

## Moto
- Vitesse (championnat du monde) :
  - 500 cm3 : l’Italien Umberto Masetti sur Gilera.
  - 350 cm3 : le Britannique Geoff Duke sur Norton.
  - 250 cm3 : l’Italien Enrico Lorenzetti sur Moto Guzzi.
  - 125 cm3 : le Britannique Cecil Sandford sur MV Agusta.
  - side-car : le Britannique Cyril Smith sur Norton.
- Moto-cross (Moto-cross des nations) :
  - La Grande-Bretagne remporte cette épreuve par équipe.
- Endurance :
  - Bol d'or : Pierre Collignon gagne sur une Moto Guzzi.

## Rugby à XIII
- 4 mai : à Marseille, Carcassonne remporte la Coupe de France face au XIII Catalan 28-9.
- 18 mai : à Toulouse, Carcassonne remporte le Championnat de France face à Marseille 18-6.

## Rugby à XV
- Le Pays de Galles remporte le Tournoi en signant un Grand Chelem.
- Le Middlesex champion d’Angleterre des comtés.
- Le Transvaal champion d’Afrique du Sud des provinces (Currie Cup).
- Le FC Lourdes est champion de France.

## Tennis
- Tournoi de Roland-Garros :
  - Le Tchèque Jaroslav Drobný s’impose en simple hommes.
  - L’Américaine Doris Hart s’impose en simple femmes.
- Tournoi de Wimbledon :
  - L’Australien Frank Sedgman s’impose en simple hommes.
  - L’Américaine Maureen Connolly s’impose en simple femmes.
- US Open :
  - L’Américain Frank Sedgman s’impose en simple hommes.
  - L’Américaine Maureen Connolly s’impose en simple femmes.
- Coupe Davis : l'équipe d'Australie bat celle des USA : 4 - 1.

## Tennis de table
- Les français René Roothooft et Guy Amouretti obtiennent la médaille de bronze aux Championnats du monde de tennis de table qui se déroulent à Bombay en Inde. Le titre en simple messieurs est décerné au japonais Hiroji Satō.

## Naissances
- 11 janvier : Ben Crenshaw, golfeur américain.
- 20 janvier : Raymond Domenech, footballeur français.
- 21 janvier : Werner Grissmann, skieur alpin autrichien.
- 27 janvier : Brian Gottfried, joueur de tennis américain.
- 8 février : Mustapha Dahleb, footballeur algérien.
- 9 mars : Uļjana Semjonova, basketteuse lettone.
- 26 mars : Didier Pironi, pilote automobile français. († 23 août 1987).
- 29 mars : Teofilo Stevenson, boxeur cubain.
- 3 avril : Vyacheslav Lemeshev, boxeur soviétique. († 27 janvier 1996)
- 4 avril : Rosemarie Ackermann, athlète est-allemande, spécialiste du saut en hauteur, championne olympique aux jeux de Montréal en 1976.
- 25 avril : Vladislav Tretiak, hockeyeur russe.
- 27 avril : Ari Vatanen, pilote automobile finlandais de rallye et de rallye-raid.
- 8 mai : Philippe Jeantot, skipper (voile) français.
- 15 mai : Vahid Halilhodžić, footballeur yougoslave/bosnien.
- 20 mai : Roger Milla, footballeur camerounais.
- 23 mai : Marvin Hagler, boxeur américain.
- 25 mai : Vera Anisimova, athlète soviétique, spécialiste du 100 mètres, double médaillée olympique en relais 4 × 100 mètres.
- 5 juin : Jean-Michel Sénégal, basketteur français.
- 7 juin : Hubert Auriol, pilote moto puis automobile (rallye) français. († 10 janvier 2021)
- 15 juillet : Lesley Charles, joueuse de tennis britannique, professionnelle dans les années 1970.
- 2 août : Alain Giresse, footballeur, puis entraîneur français.
- 7 août :
  - Gérard Gili, footballeur français (gardien de but), devenu entraîneur.
  - Kees Kist, footballeur néerlandais.
- 8 août : Osvaldo Ardiles, footballeur argentin.
- 14 août : Debbie Meyer, nageuse américaine.
- 15 août : Bernard Lacombe, footballeur français. († 17 juin 2025).
- 17 août :
  - Nelson Piquet, pilote automobile brésilien.
  - Guillermo Vilas, joueur de tennis argentin.
- 2 septembre : Jimmy Connors, joueur de tennis américain.
- 8 septembre : Graham Mourie, joueur de rugby à XV néo-zélandais.
- 12 septembre : Jean-Louis Schlesser, pilote automobile (rallye) français.
- 21 septembre : Ali Fergani, footballeur algérien.
- 1er octobre Jacques Martin, entraîneur de hockey sur glace en Amérique du Nord.
- 14 octobre : Nikolai Andrianov, gymnaste soviétique.
- 5 décembre : Joao Alves, footballeur portugais.
- 31 décembre : Jean-Pierre Rives, joueur de rugby à XV français.

## Décès
- 14 février : Maurice De Waele, 56 ans, coureur cycliste belge. (° 27 décembre 1896).